# Bhakti

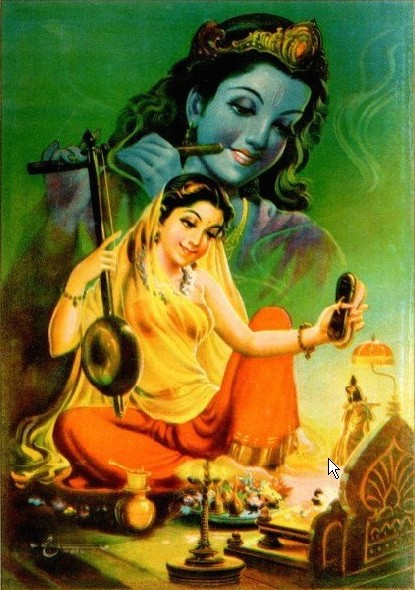
La poétesse Mirabaï (premier plan) pratiquant la bhakti pour manifester sa dévotion à Krishna (second plan). Peinture de Raja Ravi Varma.

La bhakti (devanāgarī: भक्ति), l'adoration, l'amour de Dieu ou piété, la dévotion ou le service de pur amour envers Īśvara (le seigneur suprême en sanskrit), est l'une des composantes essentielles de l'hindouisme. Il s'agit d'une dévotion « exempte de sollicitations égoïstes et de crainte du Tout-Puissant, [qui] implique un complet oubli de soi de la part de celui qui aime. »
Le bhakti yoga (la voie de l'amour de Dieu) représente avec le jnâna yoga (la voie de la connaissance), le karma yoga (la voie de l'action consacrée), le raja yoga (la voie des exercices physiques et spirituels) et le tantra yoga (la voie des rites magiques, la discipline personnelle suivant les ordres du tantra) sont les cinq voies (mārga) traditionnelles du yoga dans l'hindouisme (souvent complémentaires).

## Dans l'hindouisme
Selon Nârada : « Bhakti est un amour intense pour Dieu. (...) Lorsqu’un homme y atteint, il aime tous les êtres et n’en hait aucun ; ses besoins sont satisfaits à jamais. (...) Cet amour ne peut être ramené à aucun intérêt en ce monde. »
Selon Vivekananda, la prière idéale du bhakta est celle du Vishnu-Purana : « Puisse l’amour impérissable qu’éprouve l’homme sans discrimination pour les objets fugitifs des sens, ne jamais abandonner mon cœur, ce cœur qui Te cherche. »

Dans la Bhagavad-Gītā le Seigneur Krishna, 8e avatar du dieu Vishnu, enseigne entre autres le bhakti yoga ou la voie de la dévotion à Dieu pour atteindre la Délivrance (moksha) du cycle des réincarnations (samsara) ; ainsi Krishna chante à Arjuna : 

« Celui qui Me voit partout, et voit toutes choses en Moi, celui-là Je ne l'abandonne jamais, et jamais il ne M'abandonne. Celui qui, s'étant fixé dans l'unité, M'adore, Moi qui habite dans tous les êtres, ce yogin-là habite en Moi, quelle que soit sa manière de vivre. »

« Quoi que tu fasses, de quoi que tu jouisses, quoi que tu sacrifies, quoi que tu donnes, quelque effort ou ascèse que tu entreprennes, fais-en une offrande à Moi. Ainsi tu seras libéré des résultats bons ou mauvais qui constituent les chaînes de l'action. Ton âme en union avec le Divin par la renonciation, tu deviendras libre et parviendras à Moi. »

Selon Nâmdev et les Sant de la tradition Varkari, la compassion pour tous les êtres vivants, du brahmane au chien en passant par la vache (tous émanations du Seigneur Vishnou), est la marque qu'un bhakta a atteint la perfection de la vertu de partage, vertu qui est son chemin vers la sainteté ; par sa dévotion et sa compassion envers tout être, il devient un jivan-moukt, un « délivré vivant », libre des renaissances et en fusion d'amour avec la divinité. La légende dorée de Nâmdev rapporte ainsi que le dieu Vishnou prit la forme d'un chien affamé : Namdev lui fait l'aumône de son repas, une galette ; le chien s'enfuit avec, et Namdev court après lui pour lui donner aussi une cuillère de beurre clarifié, destiné à donner du goût à la galette insipide ; alors Vishnou prend sa forme divine à quatre bras et lui demande comment il a obtenu cette compassion absolue : « C'est, répondit Namdev, que considérant tous les êtres comme vos émanations, je vous vois toujours dans tout et partout. » 

## Dans le sikhisme
La voie de la bhakti est la seule reprise par le sikhisme, mais en partie seulement. Les temps d'adoration, et les chants de louanges sont les deux pratiques sikhes. Elles se nomment : bhajan et kirtan. Les sikhs rejettent tout culte des idoles, privilégiant les prières envers un dieu unique appelé Waheguru. L'égalité de tous lors des moments de prière est aussi une position sikhe importante. Pour le croyant avancer vers Dieu afin d'obtenir la libération est primordial; d'ailleurs un dicton sikh dit : « si vous faites un pas vers Dieu, Dieu en fait mille vers vous ».